# Frida Boccara
Frida Boccara, nome completo Danielle Frida Hélène Boccara (Casablanca, 29 ottobre 1940 – Parigi, 1º agosto 1996), è stata una cantante francese.

## Biografia
Nata in Marocco da genitori livornesi di religione ebraica, coltiva la passione per la musica fin da bambina, passione che condivide con i fratelli (suo fratello è attore di teatro e valente pianista, mentre sua sorella Lina è autrice di un metodo didattico per bambini per lo studio del pianoforte). A Casablanca, ancora adolescente, conosce Buck Ram, produttore dei Platters, in occasione di un loro concerto. Il manager la spinge a studiare canto, cosa che Frida avrà l'opportunità di fare quando, dopo gli studi superiori, con suo fratello e sua sorella si trasferisce a Parigi.
A Parigi prende lezioni di canto presso un conservatorio e comincia a incidere i primi dischi. Nel 1960 esordisce al Festival della Rosa d'oro di Antibes e l'anno successivo ottiene il suo primo successo discografico con Cherbourg avait raison.
Nel 1964 arriva in Italia in occasione del Festival di Sanremo dove presenta, in coppia con Milva, (A mezzanotte) L'ultimo tram, ma la canzone non entra in finale e il suo personaggio viene presto dimenticato.
Ben altre attenzioni le riserva il pubblico spagnolo, presso il quale diviene enormemente popolare incidendo dischi in castigliano, intervenendo in numerose trasmissioni televisive e partecipando a importanti manifestazioni canore.
Proprio a Madrid, nel 1969, rappresenta la Francia all'Eurovision Song Contest, portando alla vittoria la canzone Un jour, un enfant che ottiene il Grand Prix Eurovision ex aequo con altre tre canzoni, in rappresentanza rispettivamente di Regno Unito, Paesi Bassi e Spagna.
Questo successo le schiude le porte di molti mercati discografici, che lei coltiva anche grazie alla sua predisposizione per le lingue (oltre al francese e al castigliano, Frida parlava correntemente russo, portoghese, arabo ed ebraico). Riscuote successi anche in Canada, Australia, Paesi Bassi e Sud America. Nelle sue esibizioni pubbliche e nei suoi tour, tiene molto alla stretta osservanza delle sue consuetudini religiose.
All'inizio degli anni ottanta, dopo alcuni dischi di scarso successo e dopo altri due tentativi di partecipazione all'Eurofestival (non andati a buon fine), si ritira a vita privata e non si hanno più sue notizie fino al 1996, quando la stampa ricomincia a interessarsi di lei a causa del suo precario stato di salute. A seguito di una infezione polmonare, la cantante muore il 1º agosto dello stesso anno. Viene sepolta nel cimitero parigino di Bagneux.
Suo figlio Tristan segue le orme della madre come musicista.